# Else Alfelt
Else Alfelt (Copenhague, 16 de septiembre de 1910 - ibíd. 9 de agosto de 1974) fue una pintora danesa, una de las dos mujeres integrantes del movimiento CoBrA. Estuvo casada con Carl-Henning Pedersen, también un veterano de CoBrA.
Alfelt comenzó su carrera como pintora temprano, pero nunca recibió ninguna educación artística formal. Envió obras de arte a la exposición anual de artistas daneses (Kunstnernes Efterårsudstilling) a partir de 1929, pero no fue aceptada allí hasta el año 1936 en que mostró dos retratos naturalistas. Poco después de esto, su estilo pictórico se cambió a la abstracción. A finales de los años cuarenta se unió al grupo CoBrA.
El arte de Alfelt a menudo usa las formas de espirales, montañas y esferas como una expresión de un «espacio interior». Aparte de las pinturas, produjo varios mosaicos. Cuando hizo retratos, su esposo a menudo ofreció posar para ellos. Fue premiada con el Tage Brandt Rejselegat en 1961.